# Barrio del Salto del Agua

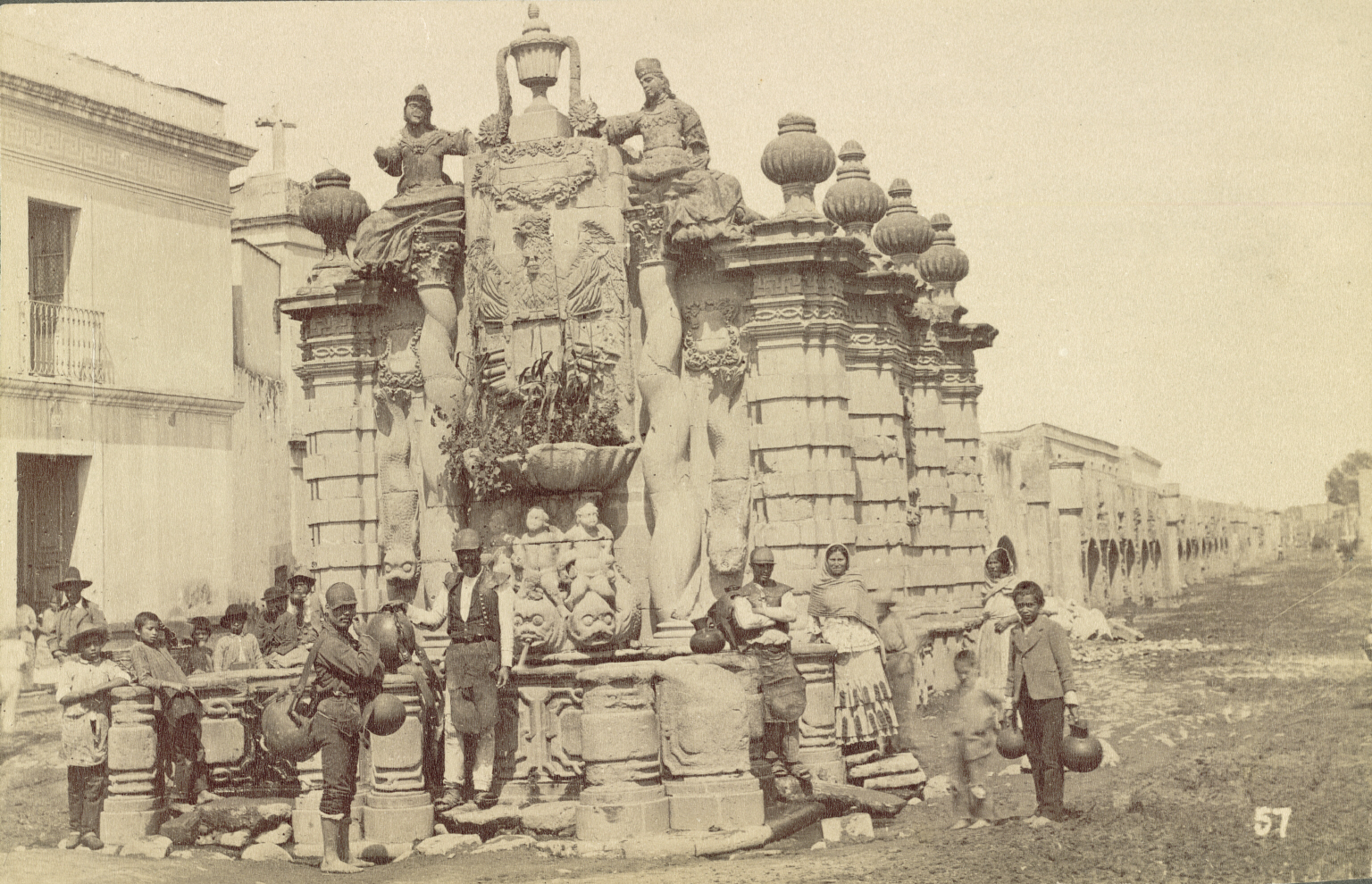
Fuente del Salto del Agua y arcos del acueducto de Chapultepec, circa 1885 - 1895.

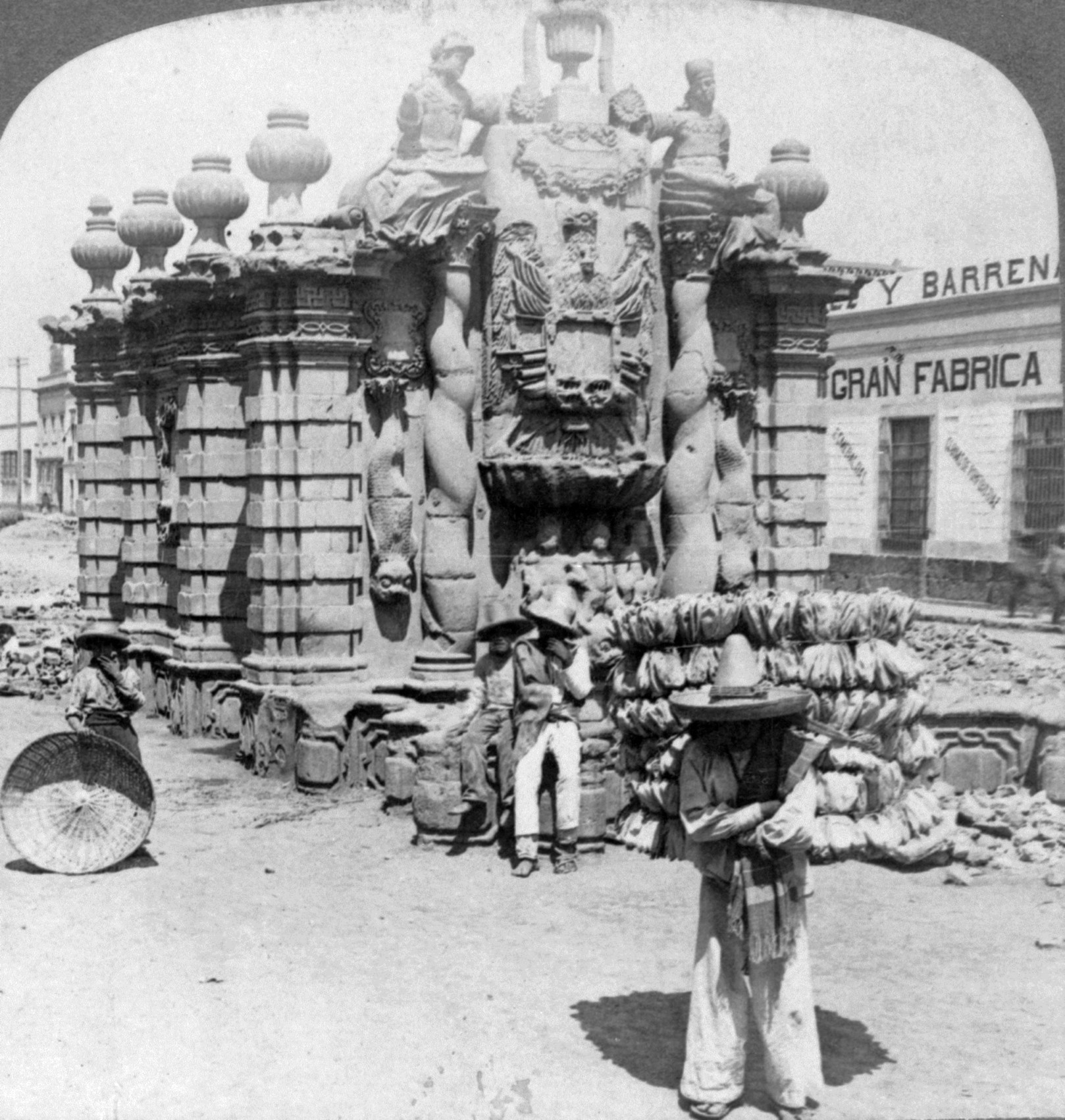
Aguadores recogiendo agua en la fuente

Salto del agua es el nombre con que se conoce a una zona histórica de la Ciudad de México ubicada en el Centro Histórico de la Ciudad de México, en el cruce de las actuales calles Eje Central Lázaro Cárdenas, avenida José María Izazaga y Arcos de Belén. Tomó su nombre de la antigua Fuente del salto del agua ubicada en ese punto, de la cual subsiste una réplica.

## Historia
Su ubicación está asociada a Moyotlan, uno de los cuatro campan de México-Tenochtitlan. Una de las fuentes de abastecimiento de agua del altépetl de los mexica fueron los manantiales de Chapultepec, los cuales traían agua dulce a Tenochtitlan por medio de un acueducto, el cual fue destruido durante el sitio de Tenochtitlan. En el sitio probablemente existieron chinampas, algunas encontradas con la construcción de la línea 8 del metro de la Ciudad de México.
Luego de la conquista, entre 1522 y 1530 este fue reconstruido a la usanza española, llamándolo acueducto de Chapultepec, el cual tenía como fin probablemente una caja de agua, un sitio público. Una parte de Moyotlan se convirtió después de la Conquista de México en el barrio de San Juan Moyotlan. En el sitio alrededor del término del acueducto se construiría el llamado Tecpan de San Juan, es decir, la casa de gobierno del pueblo de indios de San Juan Moyotlan, el cual quedaría en el costado derecho de la fuente. El espacio quedaría configurado en una plaza que se llamaría Plaza del Tecpan de San Juan o del Tumbaburros, en donde se instalaba además un importante mercado indígena. El pueblo se benefició además de la cercanía de la fuente, incluyendo al mercado que ya recibía agua de ahí en 1575. Completaría la plazoleta el Templo de la Concepción del Salto del Agua, que data de finales del siglo XVIII.
A finales del siglo XIX la zona lindaba con el barrio del Niño Perdido y la calle del mismo nombre desembocaba en este mismo sitio. Manuel Rivera Cambas en su México pintoresco, artístico y monumental narró la ejecución en ese sitio el 20 de septiembre de 1865 la ejecución a garrote vil de Ismael Pérez Trejo, Anacleto Pineda y un hombre de apellido Guerrero, acusados de ser los secuestradores de Julián Castilla, dueño de tres panaderías de la ciudad. Pérez Trejo era cobrador de las panaderías de Julián Castilla, y con sus cómplices lo llevaron con engaños a una casa de la calle del Niño Perdido, en donde lo asesinaron. Capturados, fueron ejecutados los tres en la plazuela del Tecpan de San Juan, sitio que decidieron sus juzgadores como el de la ejecución como forma de escarmiento.

Desde aquella época, la plazuela del Tecpam de San Juan ha adquirido el sombrío aspecto que persiste en la imaginación del pueblo; los vecinos no gustan atravesar por la noche aquel sitio en que parecen revolotear los espíritus de los ajusticiados, cada vez que vibran los lúgubres acentos de las campanas con que anuncian los veladores de la cárcel de Belem, que hay quien cuide á la sociedad contra el delincuente
Manuel Rivera Cambas

En los años 30 del siglo XX comenzaría la demolición de los edificios en torno a la plazoleta con el fin de crear nuevas calles y avenidas. El entorno del Salto del agua cambiaría aún más con la construcción del Eje Central Lázaro Cárdenas y la avenida José María Izazaga.

## Patrimonio

### Fuente del Salto del Agua

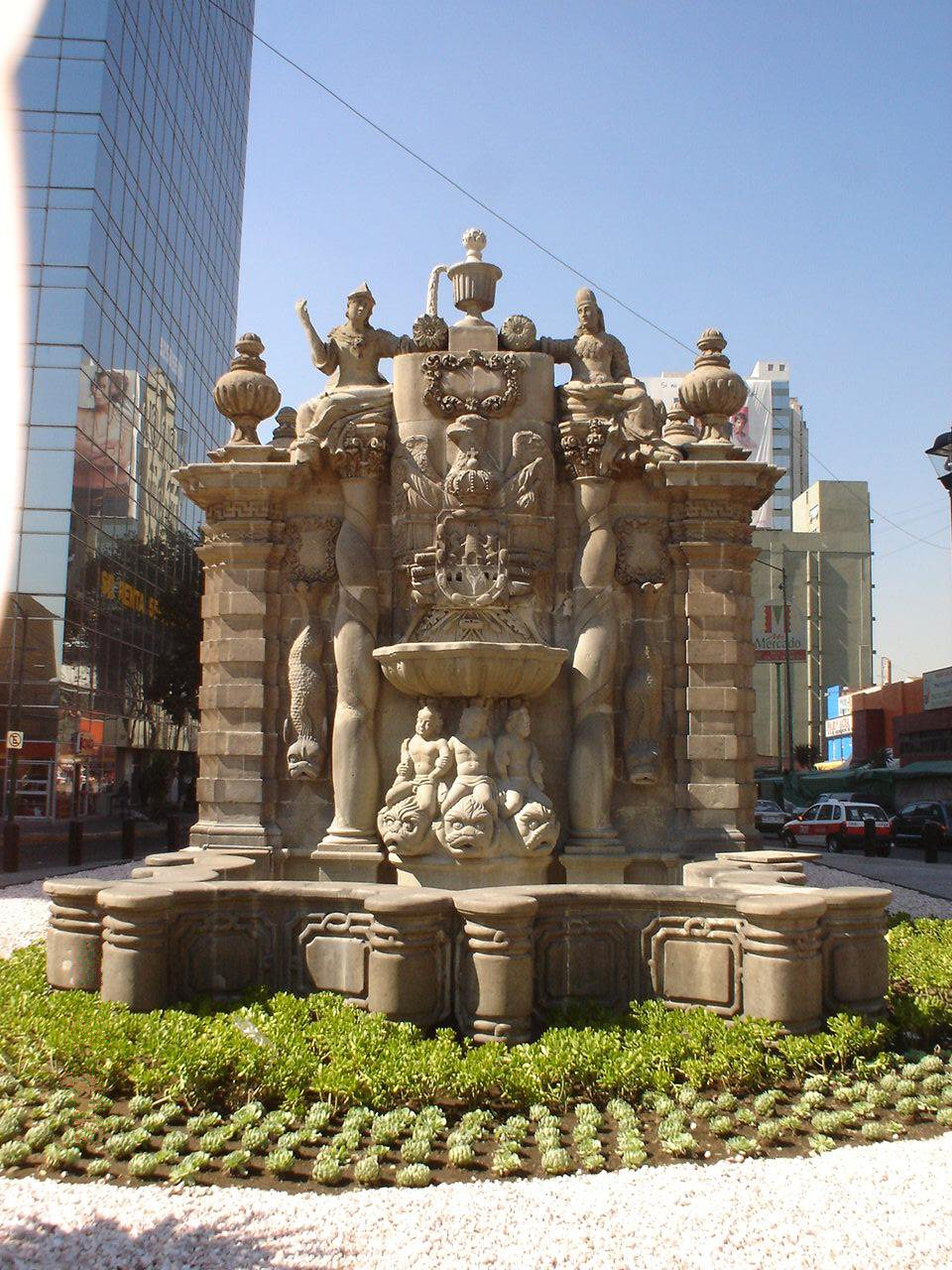
Réplica de la fuente en Eje Central e Izazaga.

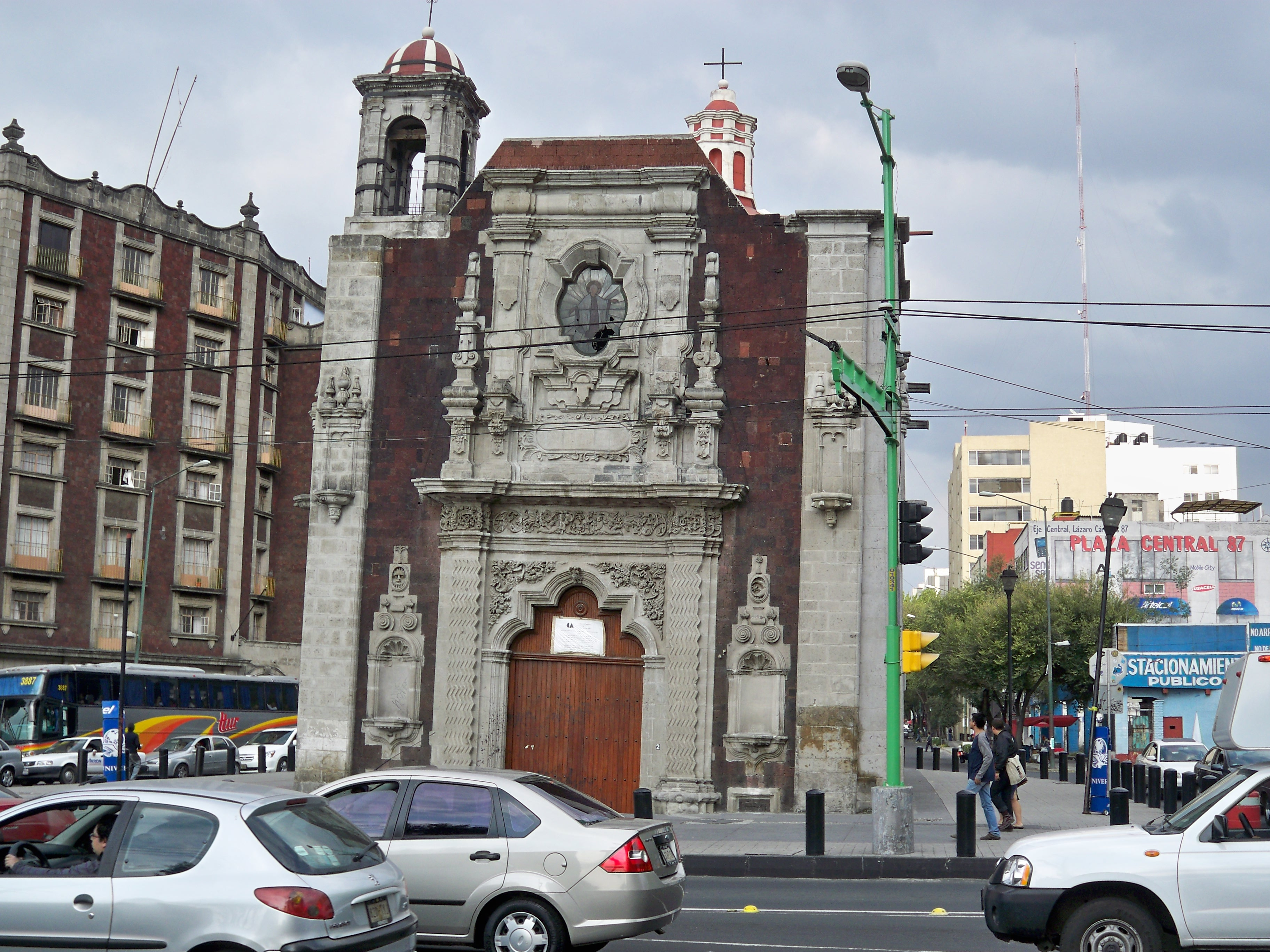
Portada del Templo de la Concepción.

La fuente es un admirable ejemplo de la arquitectura civil barroca. Posiblemente construida por Ignacio Castera, en ella terminaba el acueducto de Chapultepec. Sólo una réplica permanece tras haberse enviado la original a Tepotzotlán dentro del Museo Nacional del Virreinato.

### Templo de la Concepción
El templo de la Concepción data de 1750, es de una sola planta, cuenta con una cúpula y tiene techo con bóvedas. En el siglo XX fue remodelado, y desde la ampliación de las avenidas quedó rodeada por el par vial de José María Izazaga y el cruce con Eje Central.